# ファフルッディーン・アリー・アフマド
ファフルッディーン・アリー・アフマド（英語: Fakhruddin Ali Ahmed、1905年5月13日 - 1977年2月11日）は、インドの弁護士、政治家。同国第5代大統領（在任：1974年8月24日 - 1977年2月11日）。

## 経歴
1905年にデリーで生まれ、セント・スティーブンス・カレッジに入学している。その後イギリスに渡りケンブリッジ大学のセント・キャサリンズ・カレッジで学び、1928年にはロンドンのインナー・テンプルから法廷弁護士になった。インドに戻ると、ラホールで弁護士を務め、その後グワーハーティーで弁護士を務めた。 
1939年にゴピナート・ボルドロイ州首相のもとでアッサム州財務大臣を務めた。1946年にアッサム州法務長官に就任し、1957年から1966年まで再び州財務大臣を務めた。1966年にインディラ・ガンディー首相によって連邦政府の閣僚に任命され、電力、灌漑、工業、農業などのさまざまな省庁を担当した。1974年にインド大統領に選出された。
1977年2月10日、マレーシア、フィリピン、ビルマの3カ国を訪問していたアフマドは、健康不良のためマレーシアでの公務の縮小を余儀なくされ、クアラルンプールからニューデリーへと戻った。アフマドは1966年と1970年に心臓発作を起こしており、健康状態が不安定だと言われており自宅の浴場で意識を失って横たわっているのが発見された。医師らの治療を受けたが心臓発作により1977年2月11日に死亡した。